# Кариба (язовир)
„Кариба“ е язовир с водноелектрическа централа в клисурата Кариба на р. Замбези между Замбия и Зимбабве.
Стената на язовира е сред най-големите в света с височина 128 m и дължина 579 m.

## История
Дъговата бетонна стена е построена между 1955 и 1959 г. от Impregilo на цена от 135 000 000 американски долара с 1 (южен) преливник. Северният преливник, построен по-късно от Mitchell Construction, е завършен едва през 1977 г. поради политически проблеми на стойност 480 000 000 долара. 86 души са загубили живота си по време на строежа.

## Язовир
С построяването на стената се образува язовир „Кариба“, чието водохранилище се нарежда сред най-големите изкуствени езера на Земята. Той е дълъг повече от 220 km и около 40 km в широчина. Покрива площ от 5400 km2 и събира около 185 km3 вода. Средната дълбочина е 29 m, а максималната – 97. Вярва се, че огромното количество вода (около 180 000 000 000 т) е причинило сеизмична активност, включително над 20 земетресения с магнитуд над 5 по скалата на Рихтер.

## Електроенергия
ВЕЦ „Кариба“ с мощност 1266 MW произвежда 6400 GWh електроенергия годишно за Замбия и Зимбабве. И двете страни имат свои собствени електрически централи на двата бряга на реката.
Южната централа (собственост на Зимбабве) е в експлоатация от 1960 г. и има 6 генератора с по 117,5 MW мощност.
Северната централа, принадлежаща на Замбия (чрез компанията ZESCO), е открита през 1976 г. и има 4 генератора по 153,3 MW с общ капацитет 615 MW. До декември 2012 г. се очаква инсталирането на нови генератори, с които мощността ще се увеличи на 1080 MW.